# Riveraella colliguayae
Riveraella colliguayae är en tvåvingeart som beskrevs av Jean-Jacques Kieffer och Herbst 1911. Riveraella colliguayae ingår i släktet Riveraella och familjen gallmyggor. Inga underarter finns listade i Catalogue of Life.